# Leiolopisma alazon
Leiolopisma alazon е вид влечуго от семейство Сцинкови (Scincidae). Видът е критично застрашен от изчезване.

## Разпространение
Разпространен е във Фиджи.